# Cadarsac
Cadarsac é uma comuna francesa na região administrativa da Nova Aquitânia, no departamento da Gironda. Estende-se por uma área de 2,29 km². Em 2010 a comuna tinha 364 habitantes (densidade: 159 hab./km²).